# North Druid Hills
North Druid Hills är en ort (CDP) i DeKalb County, i delstaten Georgia, USA. Enligt United States Census Bureau har orten en folkmängd på 18 947 invånare (2010) och en landarea på 13,1 km².